# Eclissi solare del 7 marzo 1932
L'eclissi solare del 7 marzo 1932 è un evento astronomico che ha avuto luogo il suddetto giorno attorno alle ore 07.55 UTC. 
L'eclissi, di tipo anulare, è stata visibile in alcune parti dell'Antartide, dell'Oceania (Australia) e dell'Asia (India).
L'eclissi è durata 5 minuti e 19 secondi.

## Visibilità
L'eclissi ha lambito la superficie della Terra al tramonto nel Mare di Ross, a est delle Terra della Regina Vittoria, in Antartide. Successivamente l'ombra si è spostata a ovest delle Terre e poi a nord-ovest, coprendo parti delle Terre della Regina e della Terra di Wilkes. Lasciando l'Antartide, l'eclissi massima è stata raggiunta sulla superficie dell'oceano a circa 500 chilometri a nord della costa orientale della Terra di Wilkes. Successivamente, la pseudo-umbra si è gradualmente spostata a nord-est coprendo la parte meridionale della Tasmania, in Australia.

## Eclissi correlate

### Eclissi solari 1931 - 1935
Questa eclissi è un membro di una serie semestrale. Un'eclissi in una serie semestrale di eclissi solari si ripete approssimativamente ogni 177 giorni e 4 ore (un semestre) a nodi alternati dell'orbita della Luna.

### Ciclo di Saros 119
L'eclissi fa parte del ciclo di Saros 119, che si ripete ogni 18 anni, 11 giorni e comprende 71 eventi. La serie è iniziata con l'eclissi solare parziale il 15 maggio 850 d.C. Comprende le eclissi totali del 9 agosto 994 d.C. e del 20 agosto 1012, con un'eclissi ibrida il 31 agosto 1030. Comprende eclissi anulari dal 10 settembre 1048 al 18 marzo 1950. La serie termina al membro 71 con un'eclissi parziale il 24 giugno 2112. La durata più lunga di un'eclissi totale di questo ciclo è stata di soli 32 secondi il 20 agosto 1012. La durata più lunga di un'eclissi anulare di questo ciclo è stata di 7 minuti e 37 secondi, il 1º settembre 1625. La durata più lunga di un'eclisse ibrida è stata di soli 18 secondi il 31 agosto 1030.